# Syrinx aruanus
 Syrinx aruanus  — вид дуже великих черевоногих молюсків із роду Syrinx. Ймовірно, є найбільшим у світі черевоногим молюском.

## Опис

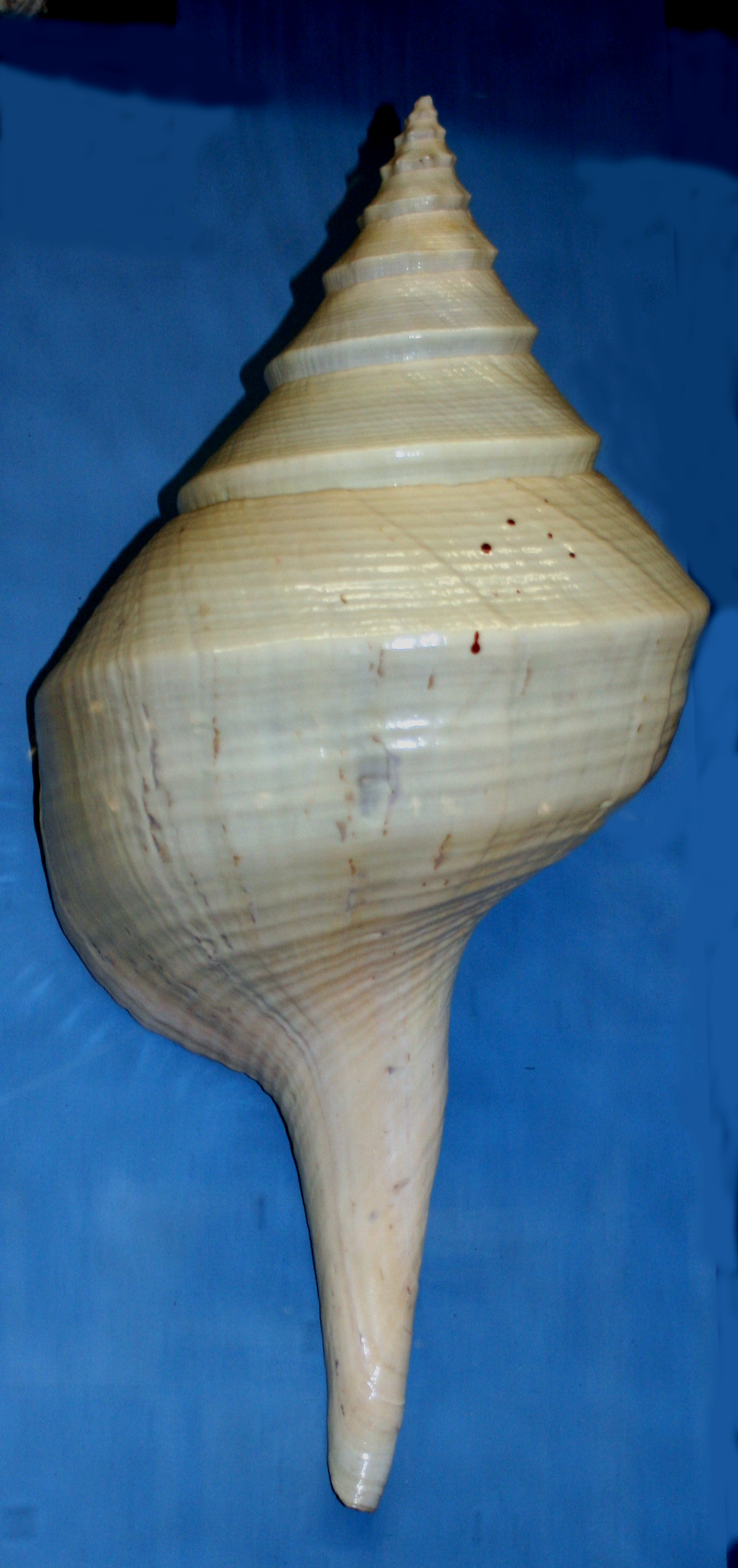
Дорсальна сторона раковини

Висота черепашки до 91 см, а її маса з молюском — до 18 кг.. Більшість раковин — близько 25 см.
Забарвлення черепашки світло-абрикосового кольору, проте за життя молюска вона вкрита коричневим або сірим періостракумом (зовнішнім тонким шаром черепашки). Черепашка може вицвітати до світло-жовтого кольору.
Форма черепашки веретеноподібна. Зазвичай завитки мають яскраво виражене загострення, на якому можуть бути потовщення у вигляді вузликів. Сифон черепашки довгий. На перегородці немає складок, на відміну від інших видів цієї ж родини. Ювенільна черепашка складається з 5 витків і відсутня у дорослих особин.

## Ареал
Прибережна область на півночі Австралії, включаючи прилеглі області — Індонезія та Папуа Нова Гвінея.

## Місцезнаходження
Живе на піщаних ґрунтах у припливній зоні і субліторалі, на глибині до 30 метрів.

## Спосіб життя
Активний хижак. Живиться поліхетами з родів Polyodontes (Acoetidae), Loimia (Terebellidae) та Diopatra (Onuphidae) .